# Giro di Calabria
Il Giro di Calabria è stata una corsa a tappe maschile di ciclismo su strada, che si svolse in Calabria, nel sud dell'Italia, ogni anno nel mese di febbraio o di aprile. Questa corsa non è da confondersi con il Giro della Provincia di Reggio Calabria.

## Albo d'oro
Aggiornato all'edizione 1998.
| Anno    | Vincitore        | Secondo              | Terzo             |
| ------- | ---------------- | -------------------- | ----------------- |
| 1988    | Gianni Bugno     | Emanuele Bombini     | Giuseppe Petito   |
| 1989    | Alberto Volpi    | Marco Saligari       | Stefano Colagè    |
| 1990    | Guido Winterberg | Gianluca Pierobon    | Niki Rüttimann    |
| 1991    | Paolo Botarelli  | Leonardo Sierra      | Stefano Giuliani  |
| 1992    | Marco Saligari   | Michele Coppolillo   | Franco Chioccioli |
| 1993-94 | non disputato    | non disputato        | non disputato     |
| 1995    | Stefano Colagè   | Francesco Casagrande | Davide Cassani    |
| 1996    | Gabriele Colombo | Rodolfo Massi        | Michele Bartoli   |
| 1997    | non disputato    | non disputato        | non disputato     |
| 1998    | Rodolfo Massi    | Michele Bartoli      | Eddy Mazzoleni    |